# 다이헤이요 산악 낙엽수림
다이헤이요 산악 낙엽수림(영어: Taiheiyo montane deciduous forests)은 일본 남부의 온대 활엽수혼합림이다. 대부분이 혼슈의 등뼈를 가로지르는 산맥에서 태평양 쪽 사면에 분포하고, 시코쿠와 규슈 가장 내륙지역에도 일부 분포한다.
해안 가까이에서부터 해발 3,000 미터까지 펼쳐져 있으며, 평균 고도는 해발 680 미터다. 대부분의 지역이 혼슈 해안보다 살짝 내륙에 가는 띠처럼 형성되어 있지만, 아카이시사맥과 후쿠시마현에 커다란 덩어리 두 개가 분포한다. 혼슈에서는 남쪽의 저지대의 다이헤이요 상록수림과, 북서쪽의 보다 고지대의 니혼카이 산악 낙엽수림과 접한다. 시코쿠와 규슈의 다이헤이요 산악 낙엽수림은 두 섬의 다이헤이요 상록수림에 에워쌓여 있다.
기후는 여름이 온난한 습윤 대륙성 기후(Dfb)다. 연교차가 매우 크고, 여름이 온난하지만(여름 4개월의 평균 기온 섭씨 10도 이상), 연중 평균 기온이 섭씨 22도 이상 올라가는 달은 없다.
식물은 북동쪽에서는 일본너도밤나무가 우세하다. 그 밖에 눈잣나무, 가문비나무가 자란다. 하목층에는 섬조릿대가 자란다. 대형 포유동물로는 일본산양, 꽃사슴, 멧돼지가 서식한다.
이 생태지역에 지정된 보존구역은 남알프스 국립공원 등이 있으며, 후지 하코네 이즈 국립공원은 대부분의 지역이 혼슈 고산 구과수림에 속하지만, 일부 작은 면적이 다이헤이요 산악 낙엽수림에 속한다.